# Destruction Derby: Arenas
 (janvier 2016).
Si vous disposez d'ouvrages ou d'articles de référence ou si vous connaissez des sites web de qualité traitant du thème abordé ici, merci de compléter l'article en donnant les références utiles à sa vérifiabilité et en les liant à la section « Notes et références ».
Pour les articles homonymes, voir DDA.
Destruction Derby Arenas (DDA) est un jeu vidéo de course développé par Studio 33 et édité par Gathering of Developers, sorti sur PlayStation 2 en 2004. Il s'agit du quatrième jeu de la série Destruction Derby.

## Système de jeu
Il y a 3 modes de jeu :
- Un mode Championnat avec des séries de courses et de derby pour débloquer des circuits, des voitures et des améliorations pour les voitures ;

- Un mode Libre pour s'entraîner ou juste pour s'amuser aux circuits de courses ou de derby ;

- Un mode Multijoueur en ligne pour jouer avec d'autres joueurs dans le monde.

Il y a 24 voitures disponibles dans le jeu.

## Multijoueur
Le mode multijoueur local permet de jouer à deux sur la même console avec un écran coupé en deux.
Tandis que le mode multijoueur en ligne permettait de jouer avec vingt joueurs simultanément.
Le jeu permettait de jouer avec un micro casque pour parler entre joueurs en jeu.
Malheureusement, le mode multijoueur est fermé, aucun serveur non-officiel existe à ce jour.